# Група ліптиніту

Група ліптиніту

Гру́па ліптині́ту (екзиніту) (рос. группа липтинита, англ. liptinite group, нім. Liptinitgruppe f) — термін для позначення групи мацералів: спориніт, кутиніт, субериніт, резиніт, альгініт. Вони мають різну форму, що відповідає природним утворенням біохімічно стійких компонентів вищих рослин (оболонки спор, покривні кутикулові плівки листочків тощо).

## Загальна характеристика
Мацерали групи мають близькі фізичні та хімічні властивості, обумовлені природними біохімічно стійкими жироподібними ліпідами, смолами тощо Вони щільні, легкі, питома вага 1,20—1,25, у порівнянні з вітринітом мають більший вихід летких речовин, смол напівкоксування, меншу відбивну здатність; на низькій стадії вуглефікації, в прохідному світлі — жовті, рожеві, у відбитому світлі — темно-бурі, чорні; на антрацитовій стадії — анізотропні; з меншими, ніж у вітриніту, значеннями Rmax та більшими Rmin. У порівнянні з геліфікованими і фюзенізованими мацералами вугілля Л. характеризується найнижчим показником відбивання (Ro=0,21—1,2), добре вираженою морфологією, найвищим виходом летких речовин, вмістом водню, здатністю утворювати при термічному впливі рухливу масу. Розсіяні у вугіллі, знаходяться у структурах тканин або утворюють скупчення. Мацерали Л.г. належать до вуглетвірних мацералів вугілля дюренового типу, ліптобіолітів, сапропелітів.
У вугіллі низького ступеня метаморфізму екзиніт відрізняється від вітриніту більш високим вмістом водню; при карбонізації таке вугілля дає великий вихід смоли і газу. В цьому вугіллі (як правило, з виходом летких речовин у вітриніті понад 30 %) екзиніт в основному зберігає свій склад. Але при переході від стадії вугілля з високим виходом летких речовин до стадії вугілля з середнім виходом летких речовин (наприклад, 28 %) воно зазнає відносно швидкої зміни, відомої як «стрибок вуглефікації».